# بوروندي في الألعاب الأولمبية الصيفية 2012

بوروندي في الألعاب الأولمبية الصيفية 2012 من المقرر أن تدخل بوروندي للمنافسة في دورة ألعاب أولمبية صيفية 2012، لندن المملكة المتحدة، في الفترة من 27 يوليو - 12 أغسطس 2012. وستشارك برياضيَيْن في رياضتيْن وهما المارثون و الجدو.